# Académie nationale de médecine
L'Académie nationale de médecine (Acadèmia Nacional de Medicina) és una societat mèdica francesa, fundada el 1820 pel rei Lluís XVIII per iniciativa del baró Antoine Portal. En els seus inicis, la institució era coneguda com a Académie royale de médecine (Acadèmia Reial de Medicina). Aquesta acadèmia estava dotada de la condició jurídica de dues institucions que la precedien: l'Académie royale de chirurgie (Acadèmia Reial de Cirurgia) creada l'any 1731, i de la Société royale de médecine (Societat Reial de Medicina), que era creat el 1776.
Els membres de l'acadèmia es reunien inicialment a la Facultat de Medicina de París. Quatre anys després, l'Acadèmia va adquirir la seva pròpia seu, en forma d'una mansió al carrer de Poitiers, on es trobava fins al 1850. L'oficina es va traslladar a una sala abovedada de l'Hospital de la Caritat a la rue Saint Pierre.
Les instal·lacions actuals de la Rue Bonaparte van ser dissenyades per l'arquitecte francès Justin Rochet, i van ser construïdes entre 1899 i 1902.
Des del 1836 publica el Bulletin de l'Académie nationale de médecine.